# Hidaka, Wakayama
Hidaka (日高町 Hidaka-chō) là thị trấn thuộc huyện Hidaka, tỉnh Wakayama, Nhật Bản. Tính đến ngày 1 tháng 10 năm 2020, dân số ước tính thị trấn là 7.673 người và mật độ dân số là 170 người/km2. Tổng diện tích thị trấn là 46,19 km2.

## Địa lý

### Đô thị lân cận
- Wakayama
  - Gobō
  - Hirogawa
  - Mihama
  - Hidakagawa
  - Yura